# Зарічна Медла
Зарічна Ме́дла (рос. Заречная Медла) — присілок в Дебьоському районі Удмуртії, Росія.

## Населення
Населення — 561 особа (2010; 543 в 2002).
Національний склад станом на 2002 рік:
- удмурти — 90 %

## Урбаноніми[3]
- вулиці — Логова, Молодіжна, Набережна, Праці, Радянська, Соснова, Шкільна